# Yegor Prutsev
Yegor Igorevich Prutsev (en russe : Егор Игоревич Пруцев), né le 23 décembre 2002 à Krasnodar, est un footballeur serbe qui joue au poste d'ailier à l'Étoile rouge de Belgrade.

## Biographie

### Carrière en club
Né à Krasnodar en Russie, où il commence à jouer au football en compagnie de son frère Danil Prutsev, Yegor Prutsev est formé par le FK Sotchi, où il commence sa carrière professionnelle en championnat de Russie. Il joue son premier match avec l'équipe première du club le 26 septembre 2020, lors d'un match de championnat contre le Krasnodar.
En juin 2021, il est prêté au Tekstilshchik Ivanovo, avant de finir la saison 2021-2022 encore en prêt au Neftekhimik Nijnekamsk.
En août 2022, il est transféré à l'Étoile rouge de Belgrade en championnat de Serbie,, où il s'illustre rapidement, dans un rôle de finisseur.
Prutsev est ainsi sacré champion de Serbie lors de la saison 2023-24,.
Prutsev est prêté au NK Celje lors de la saison 2023-24, terminant champion de Slovénie et meilleur jeune du championnat,.
Le 11 novembre 2024, il joue son premier match de Ligue des champions, avec le FK Sotchi.

### Carrière en sélection
Prutsev est international espoirs avec la Russie. En mai 2023, il devient également éligible pour la Serbie, dont il obtient la nationalité.

## Palmarès
Étoile rouge de Belgrade
- Championnat de Serbie (1)
  - Champion en 2022-23

 NK Celje
- Championnat de Slovénie (1)
  - Champion en 2023-24